# Comuna Ivanovca, Hîncești
Comuna Ivanovca este o comună din raionul Hîncești, Republica Moldova. Este formată din satele Ivanovca (sat-reședință), Costești și Frasin.

## Demografie
Conform datelor recensământului din 2014, comuna are o populație de 999 de locuitori. La recensământul din 2004 erau 1.056 de locuitori.

## Administrație și politică
Componența Consiliului local Ivanovca (9 consilieri), ales la 5 noiembrie 2023, este următoarea:
|  | Partid                                       | Consilieri | Componență | Componență | Componență | Componență | Componență |
|  | -------------------------------------------- | ---------- | ---------- | ---------- | ---------- | ---------- | ---------- |
|  | Partidul Socialiștilor din Republica Moldova | 5          |            |            |            |            |            |
|  | Partidul Social Democrat European            | 3          |            |            |            |            |            |
|  | Partidul Acțiune și Solidaritate             | 1          |            |            |            |            |            |